# Sesheshet
Sesheshet (2300 a. C. - 2211 a. C.) fue la madre del faraón Teti, fundador de la sexta dinastía. Parece ser que fue una dama poderosa, miembro de la familia reinante en la quinta dinastía, que apoyó la subida al trono de su hijo así como de la reconciliación entre dos facciones enfrentadas de la familia real. En noviembre de 2008 los arqueólogos descubrieron su tumba en Saqqara. 
| z · S | z · S | t |

| z · S | z · S | t |

## Testimonios de su época
Se han encontrado inscripciones en varios lugares, como en la tumba del chaty Mehu, donde se la menciona como Madre del Rey y así como un papiro con una prescripción médica para fortalecer su cabello donde se especifica que era Madre de Teti.

## Tumba
Fue enterrada, como las dos esposas de Teti, Iput I y Juit, en el complejo funerario que éste se hizo construir en la necrópolis de Saqqara, donde se encuentran tumbas de los Imperios Antiguo y Nuevo. Aunque no era habitual que los faraones enterrasen a sus madres en su complejo funerario ya que estas solían encontrarse en el de su marido, se cree que Teti lo hizo como agradecimiento al apoyo que Sesheshet le dio para alcanzar el trono.
La tumba es una pirámide que fue encontrada en noviembre de 2008, según informó el secretario general del Consejo Supremo de Antigüedades, Zahi Hawass, y hace el número 118 de las encontradas. De unos 22 metros de lado y 15 de altura, apenas quedan en pie 5 m., encontrados bajo otros 65 m de arena. Como era común, el monumento estaba revestido con piedra caliza de color blanco traída desde las canteras de Tura. También se ha localizado un pequeño templo funerario.
Los restos de la momia se encontraban aun en su sarcófago, en una capilla de unos 16 m² situada a la entrada de la pirámide, que se encontraba sellada con dos grandes piedras. No obstante, la tumba había sido violada y la momia profanada se encuentra en mal estado: en el sarcófago fueron hallados el cráneo, la pelvis y las piernas, todo aun envuelto en lino, además de varias piezas de cerámica y unas fundas cubrededos de oro.